# Romerska skolan

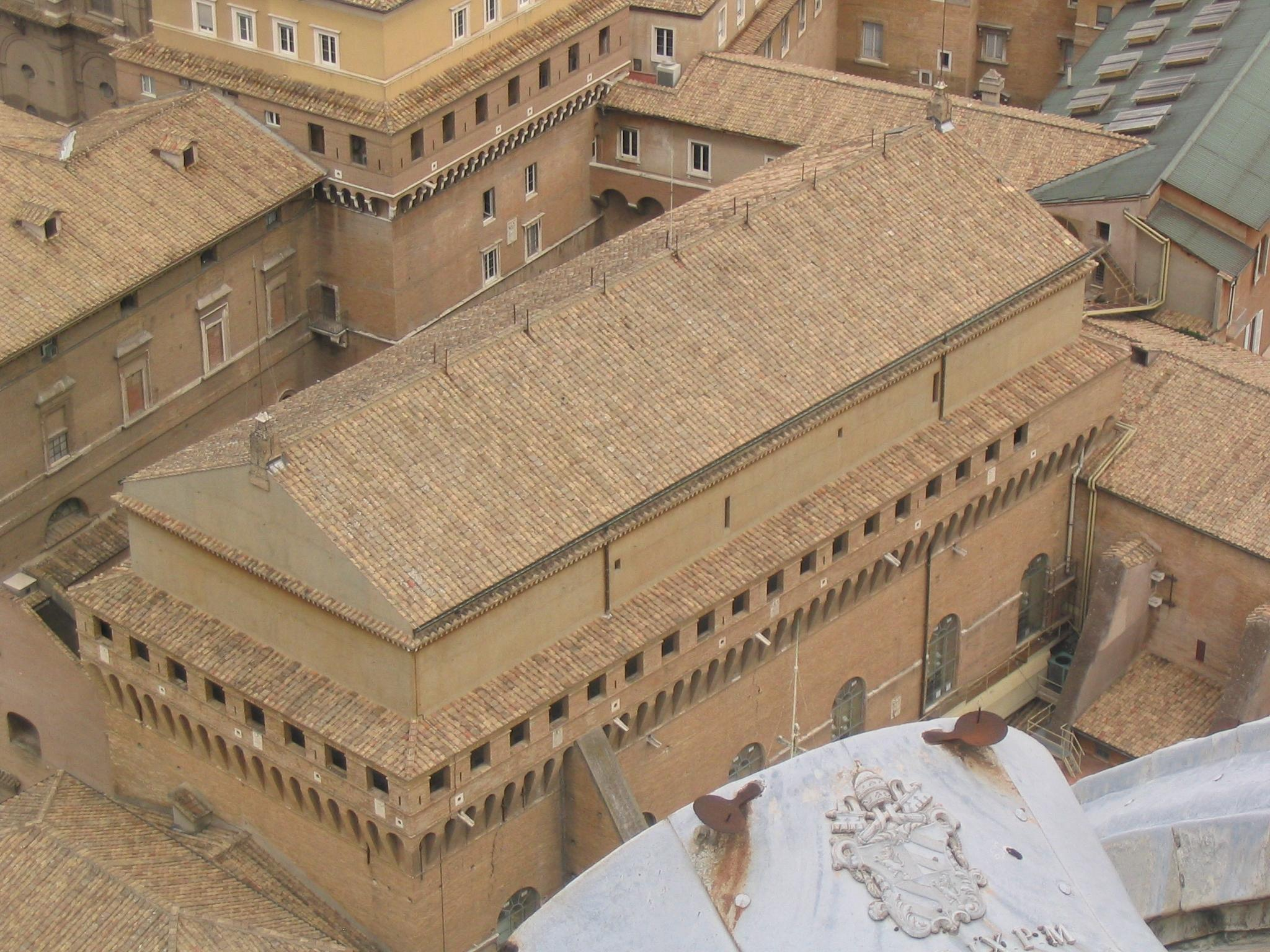
Sixtinska kapellet

Romerska skolan är en musikhistorisk beteckning för en grupp italienska tonsättare med bas i Rom som bildade skola för polyfon musik. Gruppen var som regel knuten till Vatikanen och påvliga kören i Sixtinska kapellet. Romerska skolan var verksam under slutet av renässansen och början av barocken.
Även om Vatikanen hade varit ett centrum för sakral musik hade inte mycket skett i den sakrala musikens utveckling sedan den gregorianska sången. Som en musikalisk gestaltning av motreformationen och efter beslut från tridentinska kyrkomötet uppstod den romerska skolan. Den hade sina impulser från nederländska skolan och dess utveckling av polyfon körmusik. Tridentinska kyrkomötet hade en avgörande betydelse för bildandet av romerska skolan i det att mycket av dess syften och estetik definierades där. Tridentinska mötet förbjöd inte parodimässor (mässor komponerade med material från profan musik), men man avrådde från att använda sig av metoden. Det stadgades istället att texten skulle vara i centrum för tonsättningen, och att kompositioner skulle vara skrivna i värdig och seriös stil, i huvudsak utan melismer, kromatik och tonmålerier.
Romerska skolan komponerade polyfon a cappella-musik som var helt vokal, utan instrument, och Giovanni Pierluigi da Palestrina var en av de tongivande tonsättarna. "Palestrinastilen" är därför en nutida alternativ benämning på skolan. Under barockens inflytande började romerska skolan använda fler stämmor, till en början endast åtta men någon gång upp till 40 eller ännu fler. Sedan renässansen övergått i barocken började den romerska stilen benämnas stile antico eller prima prattica, en stil som mer konservativa kompositörer fortsatte använda långt in på 1600-talet i kontrast till barockens monodi och concertato, som kallades stile nuovo eller seconda prattica.
Romerska skolan tävlade med Venedigskolan, och kan betraktas som estetiskt konservativ. Från romerska skolan kommer dock nymodigheten med oratorier. Oratoriet påminner om monodin, som utvecklades i Florens ungefär samtidigt.
Romerska skolans siste kompositör brukar hållas för Gregorio Allegri, vars Miserere (1630) ansågs vara så vacker att mångfaldigande av noterna till den förbjöds.
Till den romerska skolan förs ibland den spanska skolan, med företrädare som Tomás Luis de Victoria. I enlighet med estetiken som fastslogs vid tridentinska mötet, tar den spanska skolan sin utgångspunkt i texten.

## Kompositörer i den romerska skolan
- Giovanni Pierluigi da Palestrina (c1525–1594)
- Giovanni Animuccia (c1520–1571)
- Felice Anerio (c1564–1614)
- Giovanni Francesco Anerio (c1567–1630) (yngre bror till Felice)
- Gregorio Allegri (1582–1652) (komponerade den berömda Miserere)
- Paolo Bellasio (1554–1594)
- Antonio Cifra (1584–1629)
- Domenico Allegri (c1585–1629)
- Marc'Antonio Ingegneri (c1545–1592)
- Giovanni Maria Nanino (1543–1607)
- Emilio de' Cavalieri (c1560–1602)
- Annibale Stabile (c1535–1595)
- Giovanni Dragoni (c1540–1598)
- Francesco Soriano (c1548–1621)
- Paolo Quagliati (c1555–1628)
- Ruggiero Giovannelli (c1560–1625)
- Giovanni Bernardino Nanino (1560–1623)
- Stefano Landi (1586 or 1587–1639)
- Virgilio Mazzocchi (1597–1646)
- Francesco Foggia (1604–1688)
- Annibale Zoilo (c1537–1592)
- Bartolomeo Roy (c1530–1599)
- Giovanni de Macque (c1550–1614)
- Johannes Matelart (före 1538–1607)
- Rinaldo del Mel (c1554–1598)
- Giacomo Carissimi (1605–1674)